# Andrewsornis
Andrewsornis is een geslacht van uitgestorven vogels uit de familie der schrikvogels (Phorusrhacidae), een familie van vleesetende vogels die niet konden vliegen. Het geslacht is bekend van het midden tot het einde van het Oligoceen (ongeveer 30 tot 23 miljoen jaar geleden) en leefde in het huidige Argentinië.
Het geslacht telt vooralsnog slechts een enkele soort: de typesoort, Andrewsornis abbotti.

## Ontdekking en naamgeving
Het holotype van Andrewsornis (FM-P13417) werd op 18 september 1923 ontdekt door John Bernard Abbott in Patagonië. Hij deed deze vondst tijdens de 'Marshall Field Paleontological Expeditions', een reeks expedities naar Argentinië en Bolivia van 1922 tot 1927. Het geslacht werd voor de eerste keer beschreven in 1941 door Bryan Patterson.
Dit holotype bestaat uit: een onvolledige schedel, de onderkaken, het proximale deel van het os coracoides (een bot in de schouder dat niet voorkomt bij mensen) en de klauw en het tweede teenkootje van teen II. Het stamt uit de deseadoformatie, Cabeza Blanca (Chubut, Argentinië).
Patterson gaf de typesoort van dit nieuwe geslacht de wetenschappelijke naam Andrewsornis abbotti. Het eerste stuk van deze wetenschappelijke naam, Andrewsornis, wordt de geslachtsnaam genoemd. Hij verwijst naar Charles William Andrews '...als eerbetoon aan de uitmuntendheid van zijn onderzoek naar fossiele vogels in het algemeen en specifiek naar de Phororhacadae'. Het tweede stuk van de wetenschappelijke naam, abbotti, wordt de soortaanduiding genoemd. Deze verwijst naar John Bernard Abbott, de ontdekker van het holotype. Patterson beschreef hem als 'een ervaren verzamelaar en preparateur, die ik veel tegoed ben voor zijn instructies over de praktische aspecten van paleontologie.'

## Beschrijving
Andrewsornis is tot nu toe het grootste lid uit de onderfamilie Patagornithinae. Het geslacht lijkt in het algemeen erg op Phorusrhacos, maar verschilt ervan door enkele kenmerken. De schedel is iets platter. De voorste rand van de fenestrae antorbitales (openingen aan beide kanten van de schedels van vogels die zich voor de oogkassen bevinden) is sterk hellend.
De onderkaak is 39 cm lang en slanker dan bij Phorusrhacos. Met een lengte van 10 cm is de symphysis mandibulae (een vergroeiingszone in de onderkaak) vergeleken met Patagornis en Andalgalornis in verhouding kleiner Vergeleken met die van Phorusrhacos is ze korter. De fenestrae mandibulares (openingen die zich aan beide kanten in de onderkaak van de schedels van vogels bevinden) zijn in verhouding groter dan bij Patagornis en Andalgalornis en hebben een ovale vorm.
Met een lengte van drie cm is het tweede teenkootje van teen II vergeleken met Phorusrhacos in verhouding groter. De klauw is bijna zes centimeter lang.